# Episodi di Sabrina vita da strega (serie animata)
La prima stagione della serie animata Sabrina vita da strega (Sabrina: Secrets of a Teenage Witch) è stata trasmessa negli Stati Uniti dal 12 ottobre 2013 al 7 giugno 2014.
In Italia è in onda dal 23 giugno 2014 su Disney Channel.
| nº | Titolo originale                | Titolo italiano                     | Prima TV USA     | Prima TV Italia |
| -- | ------------------------------- | ----------------------------------- | ---------------- | --------------- |
| 1  | Dances With Werewolf            | Balla con i lupi mannari            | 12 ottobre 2013  | 23 giugno 2014  |
| 2  | Scream It With Flowers          | Gridalo con dei fiori               | 19 ottobre 2013  | 24 giugno 2014  |
| 3  | Ice Giant for Tea               | Il Gigante di Ghiaccio per il Tè    | 26 ottobre 2013  | 27 giugno 2014  |
| 4  | Shock Rock                      | Un Rock da Shock                    | 2 novembre 2013  | 25 giugno 2014  |
| 5  | No Time                         | Non c’è tempo                       | 9 novembre 2013  | 26 giugno 2014  |
| 6  | Faking Up Is Hard to Do         | Mentire è un'impresa                | 16 novembre 2013 | 30 giugno 2014  |
| 7  | Hic! Hic! Booom!                | Hic! Hic! Boom!                     | 23 novembre 2013 | 1º luglio 2014  |
| 8  | Best Friends Fighting           | Nemiche per la pelle                | 30 novembre 2013 | 2 luglio 2014   |
| 9  | Return of the Werewolf          | Il ritorno del Lupo Mannaro         | 7 dicembre 2013  | 3 luglio 2014   |
| 10 | Creatures and Caves             | Creature e caverne                  | 14 dicembre 2013 | 4 luglio 2014   |
| 11 | See No Sabrina, Hear No Sabrina | Non vedo Sabrina, non sento Sabrina | 28 dicembre 2013 | 7 luglio 2014   |
| 12 | Hurry Scurry                    | Corri, corri!                       | 4 gennaio 2014   | 9 luglio 2014   |
| 13 | Ultra-Stitious                  | Super Superstizioso                 | 11 gennaio 2014  | 8 ottobre 2014  |
| 14 | Sabrina the Troll Princess      | Sabrina la principessa troll        | 15 marzo 2014    | 8 luglio 2014   |
| 15 | Baby-Witching                   | Sabrina-Sitter                      | 22 marzo 2014    | 10 ottobre 2014 |
| 16 | Night Pests                     | Bestie Notturne                     | 29 marzo 2014    | 7 ottobre 2014  |
| 17 | A Renewed Sense of Magic        | Un rinnovato senso della magia      | 23 giugno 2014   | 20 ottobre 2014 |
| 18 | Super-Brina                     | Super-Brina                         | 5 aprile 2014    | 15 ottobre 2014 |
| 19 | Home Sweet Home                 | Casa Dolce Casa                     | 12 aprile 2014   | 14 ottobre 2014 |
| 20 | Now You See It...               | Il grande Harvinì                   | 19 aprile 2014   | 9 ottobre 2014  |
| 21 | Magic No More                   | Niente più magie                    | 26 aprile 2014   | 16 ottobre 2014 |
| 22 | What a Ride!                    | Che corsa!                          | 3 maggio 2014    | 13 ottobre 2014 |
| 23 | Who Let the Cat Out?            | Chi ha fatto uscire il gatto?       | 10 maggio 2014   | 17 ottobre 2014 |
| 24 | Chariots of Fear                | Il viaggio dei 10.000 passi         | 17 maggio 2014   | 6 ottobre 2014  |
| 25 | Careful What You Witch For      | Desideri pericolosi                 | 24 maggio 2014   | 21 ottobre 2014 |
| 26 | Spella!                         | Spella                              | 7 giugno 2014    | 22 ottobre 2014 |

## Balla con i lupi mannari
Sabrina, sempre in bilico tra la realtà umana e quella magica, in questa puntata deve salvare il suo ballo scolastico, nella dimensione umana, da Harvey, il quale, vittima di un sortilegio, è ormai un lupo mannaro.

## Gridalo con dei fiori
È il giorno di San Valentino e i ragazzi si scambiano rose e bigliettini, ma c'è un problema: dal Mondo delle Streghe giungono al Mondo degli Umani le rose mannare di Veralupa, che aiuterà Sabrina a fermarle prima che sia troppo tardi.

## IlGigante di Ghiaccio per il Tè
Sabrina si trova a dover contemporaneamente interpretare una damigella nella recita scolastica e combattere il Mostro di Ghiaccio in coppia con il timoroso Ambrose per superare un esame del Mondo delle Streghe. Come al solito Sabrina dovrà mettercela tutta per rispettare i suoi impegni nei due mondi tra cui si divide.

## Un Rock da Shock
Sabrina è responsabile della serata di beneficenza per i gatti senza tetto di Greendale, dopo una serie di peripezie riuscirà a mantenere la promessa data e a portare sul palco una band che saprà intrattenere il generoso pubblico della serata.

## Non c'è tempo
Sabrina deve ritrovare la Clessidra di Orazio, caduta nel Mondo delle Streghe, prima che il tempo nel Mondo degli Umani si blocchi per sempre. Ad ostacolarla, come sempre, ci saranno Shinji e sua madre Enchantra, disposti a tutto pur di trascinare Sabrina per sempre nel loro mondo.

## Mentire è un'impresa
Sabrina viene invitata da Jim a uscire, le sue continue distrazioni nel Mondo delle Streghe però le costeranno l'uscita con Jim, visto che è convocata da Enchantra a una cena con lei e Shinji. Sabrina non può rifiutare, e come al solito dovrà dividersi tra i due Mondi cercando di far conciliare il tutto.

## Hic! Hic! Boom!
Sabrina e i suoi amici devono trovare un dente di drago per la lezione di pozioni del Professor Giest, la missione fallisce ma Shinji riporta a scuola addirittura un cucciolo di drago, la cui madre verrà a cercarlo e sarà piuttosto arrabbiata, se non avrà indietro il suo cucciolo.

## Nemiche per la pelle
Sabrina e Jessie e la loro amicizia vengono messe a dura prova da due braccialetti fatti pervenire da Enchantra, contenenti due spiriti combattenti che altereranno il carattere delle due ragazze.

## Il ritorno del lupo mannaro
Sabrina deve fronteggiare il ritorno della luna piena con la conseguente trasformazione di Harvey in lupo mannaro, questa volta ad aiutarla a tenere a bada la situazione ci sarà Veralupa, mentre le zie sono fuori città.

## Non vedo Sabrina, non sento Sabrina
Dopo aver reso invisibile Sabrina, Salem passa la giornata a cercare di spezzare l'incantesimo. Ma come spesso avviene, sarà l'intervento delle zie ad essere provvidenziale!

## Corri, corri!
Sabrina trasforma casualmente il Professor Giest in una gallina, dopo di lui anche le zie vengono trasformate in topi. Sabrina deve così accedere al libro di incantesimi di Enchantra dove è custodita la formula magica per revocare l'incantesimo di Trasformazione.

## Super Superstizioso
Sabrina si offre di rendere più superstiziosi gli amici di Greenday così da raccogliere il potere e ricaricare di energia la grande pietra, quella che dà il potere alle bacchette magiche.

## Sabrina la principessa Troll
Quando si avvicina al nido di alcuni corvi, Sabrina viene colpita da una improvvisa amnesia. I troll la convincono che sia la loro principessa, e la mettono al comando di una spedizione contro il Regno delle Streghe, ma Veralupa la riporta in sé.

## Sabrina-Sitter
Sabrina si trova a fare da baby sitter al cugino di Jessie, che inizialmente le sembra un incarico semplicissimo, ma in corso d'opera cambierà idea, a causa del solito incidente causato dai piani malefici di Enchantra, la quale vuole costringere Sabrina con le cattive a trasferirsi nel Mondo delle Streghe e a lasciare quello degli umani.

## Bestie Notturne
Sabrina e le sue amiche sono tormentate da una Bestia Notturna evocata da Enchantra per tormentarla e costringerla a lasciare il Mondo degli Umani. Sabrina dovrà sconfiggere la creatura entrando nei sogni di una persona del Mondo degli Umani.

## Un rinnovato senso della magia
Sabrina deve tenere a bada le zie, che in attesa del rinnovo della loro licenza di magia sono tornate a uno stato adolescenziale, quello dell'epoca in cui hanno ricevuto la loro licenza. Enchantra tenta in tutti i modi di opporsi al rinnovo, così da poter complicare la vita a Sabrina nel Mondo degli Umani, ma alla fine le cose tornano al loro posto

## Super-Brina
Per soccorrere Jim, Sabrina viene vista fare una magia da Harvey, il quale, oltre a non tenere il segreto per sé, pubblica su internet il video dell'accaduto. Sabrina riuscirà a cavarsela anche questa volta, mantenendo il suo segreto, grazie al suo ingegno e all'intervento delle sue zie.

## Casa Dolce Casa
Sabrina deve impedire che l'edificio del negozio delle zie venga abbattuto dal proprietario che intende farci il parcheggio di un centro commerciale. Così porta dal Mondo delle Streghe una particolare specie di rana a tre occhi e fingerà che questa presunta specie in pericolo abbia il suo habitat naturale proprio nei pressi dell'edificio. Lo stratagemma di Sabrina non basterà, ma la generosità delle zie porterà inaspettatamente dei frutti che salveranno la loro attività.

## Il grande Harvinì
Harvey mette in piedi un numero di magia per il talent show a cui desidera partecipare. Al suo fianco ci sarà Sabrina, nei panni della sua assistente, che come al solito si renderà autrice di numerose magie, coprendo così le lacune del grande Harvey, e riuscendo alla fine a rimediare alla trasformazione di Salem in una grossa pantera.

## Niente più magie
Una imprevedibile malattia aggredisce direttamente il potere magico delle streghe. Sabrina insieme a Shinji verrà incaricata di andare nel Mondo degli Umani a cercare la causa di questa epidemia e porre fine al suo corso.

## Che corsa!
Sabrina decide di regalare a Jim una torta comprata con i suoi soldi. Si fa quindi assumere dalle zie come fattorina per la pasticceria, ma un incantesimo sbagliato di Veralupa le complicherà le cose, e metterà in serio imbarazzo anche Shinji.

## Chi ha fatto uscire il gatto?
Sabrina cade nella disperazione quando Salem fugge da casa. Il gattino aveva in realtà lasciato casa Spellman per non essere più strumento di Enchantra, la quale utilizza Salem per tormentare Sabrina. Nei panni di un buffo uomo, il gatto proteggerà Sabrina da Enchantra per poi infine tornare negli abituali panni del felino.

## Il viaggio dei 10.000 passi
Sabrina deve presentare la sua ricerca di Biologia, e contemporaneamente affrontare la prova del Viaggio dei 10.000 passi nel Mondo delle Streghe. La zia Hilda la sostituirà nel Mondo degli Umani, in attesa della fine del suo difficile viaggio che affronterà in compagnia di Shinji.

## Desideri pericolosi
Sabrina trova una lampada di Djinn, una specie di genio, che realizza ogni desiderio. Ben presto la creatura andrà fuori controllo e metterà a dura prova sia il Mondo delle Streghe che quello degli umani. Compito di Sabrina sarà trovare la formula giusta per far tornare il Djinn al suo posto.

## Spella
Sabrina si trova a combattere al fianco di Enchantra quando Spella, la sorella di Enchantra, viene a fare visita alla Scuola delle Streghe di cui tenta di impadronirsi. Con l'aiuto di Hilda e Zelda le due riusciranno a ritornare nel Mondo delle Streghe, da cui erano state espulse e a riportare l'ordine, a discapito di Spella.